# Histidyl-ARNt synthétase
L'histidyl-ARNt synthétase est une ligase qui catalyse la réaction :
ATP + L-histidine + ARNtHis  {\displaystyle \rightleftharpoons }  AMP + pyrophosphate + L-histidyl-ARNtHis.
Cette enzyme assure la fixation de l'histidine, l'un des 22 acides aminés protéinogènes, sur son ARN de transfert, noté ARNtHis, pour former l'aminoacyl-ARNt correspondant, ici l'histidyl-ARNtHis.